# Estado Islámico de Libia
El Estado Islámico de Libia opera bajo tres ramas: Provincia de Fezzan (en árabe: ولاية فزان‎, Wilayah Fizan) en el desierto del sur, provincia de Cirenaica (en árabe: ولاية برقة‎, Wilayah Barqah) en el este, y la provincia de Tripolitania (en árabe: ولاية طرابلس‎, Wilayah Tarabulus) en el oeste. Las ramas se formaron el 13 de noviembre de 2014, luego de las promesas de lealtad al líder del EI Abu Bakr al-Baghdadi por parte de militantes en Libia.

## Trasfondo
Después de la guerra civil libia de 2011, que resultó en la muerte del coronel Muammar Gaddafi, y muchos combatientes rebeldes fueron a luchar en Siria para luchar junto a otros rebeldes que luchaban contra Bashar al-Assad y sus leales en la guerra civil siria. En 2012, un grupo de libios que luchaban en Siria declaró el establecimiento de la Brigada Battar. La Brigada Batar más tarde juraría lealtad al Estado Islámico y lucharía por él tanto en Siria como en Irak.
A principios de 2014, hasta 300 veteranos de la Brigada Battar regresaron en Libia. En Derna, formaron una nueva facción llamada Consejo de la Shura de la Juventud Islámica, comenzó a reclutar militantes de otros grupos locales. Entre los que se unieron había muchos miembros de la rama Derna de Ansar Al-Sharia. Durante los meses siguientes, declararon la guerra a cualquiera que se les opusiera en Derna, matando a jueces, líderes cívicos y otros opositores, incluidos militantes locales que rechazaban su autoridad, como la Brigada de Mártires de Abu Salim, aliada de al-Qaeda.
En septiembre de 2014, llegó a Libia una delegación del Estado Islámico enviada por los líderes del grupo. Los representantes incluyeron a Abu Nabil al Anbari, un alto asesor de Al-Baghdadi y veterano del conflicto de Irak, el saudí Abu Habib al-Jazrawi, y el yemení o saudí Abu al-Baraa el -Azdi, militante y predicador de Siria. El 5 de octubre de 2014, las facciones militantes alineadas con el Consejo de la Shura de la Juventud Islámica se unieron y prometieron lealtad al EI. Después de la ceremonia de juramento, más de 60 camionetas de combatientes recorrieron la ciudad en un desfile de la victoria. El 30 de octubre de 2014 se llevó a cabo una segunda reunión más formal que involucró a una variedad más grande de facciones, donde los militantes se reunieron para jurar lealtad a Abu Bakr al-Baghdadi en la plaza de la ciudad.
El 13 de noviembre del mismo año, Al-Baghdadi publicó una grabación de audio en la que se aceptaba promesas de lealtad de simpatizantes en cinco países, incluida Libia, y anunciaba la expansión de su grupo a esos territorios. Continuó anunciando la creación de tres "provincias" (wilayah) en Libia: Wilayah al-Fizan (Fezzan en el desierto del sur), Wilayah al-Barqah (Cirenaica en el este) y Wilayah al-Tarabulus ( Tripolitania en el sur y este). Las tres wilayahs en Libia representan pequeños enclaves.

## Operaciones

### Primeras actividades y expansión

Alcance máximo del control de IS en Libia a principios de 2016.

Cuando se fundó, ISIS clamo presencia en al Bayda, Benghazi, Sirte, al-Khums y la capital libia, Trípoli. La rama de Cirenaica de ISIS tenía alrededor de 800 combatientes y media docena de campamentos a las afueras de Derna. También tenía instalaciones más grandes en el área de Jebel Akhdar, donde se entrenaban los combatientes del norte de África.
En diciembre del mismo año, reclutadores del Estado Islámico en Turquía les dijeron a sus asociados libios que dejaran de enviar combatientes a Siria y que se centraran en ataques domésticos, según el Wall Street Journal . En las semanas siguientes, el Estado Islámico llevó a cabo ataques contra instalaciones petroleras y hoteles internacionales, realizó ejecuciones masivas e intentó apoderarse de más territorio libio. El grupo hizo alianzas tácticas con grupos vinculados a Al Qaeda que no le prometieron lealtad formalmente, como la rama de Bengasi de Ansar al-Sharia, miembros de Ansar al-Sharia de Túnez y al-Qaeda en la Brigada Tarek Ibn Ziyad del Magreb Islámico . El 30 de marzo de 2015, el jurista general de la Sharia de Ansar al-Sharia, Abu Abdullah Al-Libi, prometió lealtad al EI, varios de los miembros del grupo desertaron con él.
La ciudad de Sirte había sido leal a Muammar Gaddafi y sufrió daños masivos al final de la Guerra Civil de 2011, luego se convirtió en el hogar de grupos islamistas militantes como Ansar al-Sharia. ISIS anunció formalmente su presencia en Sirte a principios de 2015, conduciendo un desfile de vehículos por la ciudad y declarándola parte de su califato.  Ansar al-Sharia se dividió en respuesta, y la mayoría de sus miembros se unieron a ISIS. Según los informes, el grupo reclutó a muchos lugareños, antiguos partidarios de Gaddafi alienados del orden político de la posguerra en Libia, después de que se "arrepintieron" y juraron lealtad a Al-Baghdadi. Rápidamente pudieron apoderarse de gran parte de la ciudad. ISIS implementó gradualmente su dura interpretación de la Sharia, enfocándose primero en generar lealtad en la sociedad tribal de Sirte. En agosto de 2015, los códigos islámicos de vestimenta y comportamiento comenzaron a aplicarse con más fuerza y se comenzaron a aplicar castigos como crucifixiones y latigazos. Hubo un levantamiento contra ISIS en Sirte en ese mes, con miembros de la tribu Ferjani, salafistas y exmiembros de las fuerzas de seguridad atacando a las fuerzas del Estado Islámico. ISIS trajo refuerzos foráneos y el levantamiento fue derrotado rápidamente, y los informes de los medios afirmaron que decenas o cientos de residentes de Sirte murieron después de los combates.
ISIS comenzó a consolidar su dominio en Sirte, aumentando sus esfuerzos de construcción estatal y usándolo como base para expandir su territorio. Los combatientes del EI de Sirte tomaron el control de las ciudades vecinas de Nofaliya, y Harawa durante ese periodo. También tomaron el control de la Base Aérea de Ghardabiya e infraestructura importante como plantas de energía y parte del proyecto de riego de agua del Gran Río Artificial. A principios de 2016, había aproximadamente 1500 combatientes, en su mayoría extranjeros, en la ciudad, y el vicealmirante Clive Johnstone, comandante de la Comando Marítimo Aliado de la OTAN], advirtió que los militantes del EI aspiraban a construir un brazo marítimo que pudiera llevar a cabo ataques en el Mar Mediterráneo contra embarcaciones turísticas y de transferencia.
El grupo sufrió reveses en otras partes de Libia durante este período, incluso en Derna, Bengasi y Sabratha. En junio de 2015, estallaron enfrentamientos en Derna entre el ISIS y el rival Consejo Shura de Mujahideen en Derna apoyado por la Fuerza Aérea de Libia Libre, lo que causó numerosas bajas en ambos bandos y provocó que las fuerzas de ISIS fueran expulsadas de sus plazas fuertes en la ciudad al mes siguiente. En noviembre de 2015, un ataque aéreo estadounidense mató al líder de ISIL en Libia, Abu Nabil al Anbari. Abdel Qader al-Najdi lo sucedió. A principios de 2016, el Ejército Nacional de Libia liderado por Khalifa Haftar, supuestamente con la ayuda de las Fuerzas Especiales francesas, capturó partes de Bengasi que habían estado en manos del Estado Islámico durante meses. En febrero de 2016, un ataque aéreo estadounidense tuvo como objetivo un campo de entrenamiento del ISIS cerca de Sabratha y mató a más de 40 personas, incluido el miembro tunecino del EI Noureddine Chouchane, vinculado a los ataques de Sousse de 2015, así como dos serbios que habían sido secuestrados por ISIS en 2015.

### Perdidas de fuerzas y territorio
En diciembre de 2016, después de meses de batalla, ISIS fue expulsado de Sirte por las fuerzas libias, con la ayuda de los ataques aéreos de los Estados Unidos. El grupo se retiró a áreas desérticas al sur de Sirte y comenzó principalmente ataques de bajo nivel contra las fuerzas libias y la infraestructura local. En enero de 2017, los ataques aéreos de la USAF en una base de ISIS a 25 millas al suroeste de Sirte supuestamente mataron a más de 80 militantes. Habiendo sufrido grandes pérdidas, la rama libia del EI disminuyó considerablemente su actividad en los años siguientes.
Durante un transcurso de diez días en 2019, del 19 al 29 de septiembre, AFRICOM afirmó que los ataques aéreos que llevaron a cabo contra el Estado Islámico en el suroeste de Libia en cuatro ocasiones distintas dejaron 43 militantes muertos.
A partir de 2020, las fuerzas del EI en Libia operan principalmente como insurgencias en movimiento. En lugar de tratar de mantener el territorio, ocupan áreas temporalmente y las asaltan, lanzan ataques a los puestos de seguridad y, en general, provocan inestabilidad. Loos ataques de ISIS continúan en todas partes de Libia. Al operar como asaltantes móviles, los militantes del Estado Islámico intentan evitar la restauración de la autoridad estatal en toda Libia, manteniendo así una situación caótica. en el que podrían intentar una reaparición en el futuro. El comando central de IS también considera importante la presencia continua de sus fuerzas en Libia debido a que el área es un trampolín útil para ataques terroristas en Europa y para una expansión y conexión con África subsahariana. El 6 de junio de 2021, ISIS se atribuyó la responsabilidad de una explosión que mató a 2 policías, incluido un oficial de policía superior, durante un ataque SVBIED en la ciudad sureña de Sebha, Libia.
El 14 de junio de 2021, ISIS activó un IED contra una patrulla del ejército del general libio Haftar en las montañas Al-Haruj, cerca de la ciudad de Fuqaha, a unos 380 km al sur de Sirte, matando a un comandante del ejército libio y su escolta. También publicaron fotos de sus operativos en Libia, incluida una foto de un terrorista suicida reciente que atacó a agentes de policía libios el 6 de junio de 2021. El 14 de junio de 2021, miembros de ISIS activarón un IED contra una patrulla del ejército del general libio Haftar en las montañas Al-Haruj, cerca de la ciudad de Fuqaha, a unos 380 km al sur de Sirte, matando a un comandante del ejército libio y su escolta. También publicaron fotos de sus operativos en Libia, incluida una foto de un terrorista suicida reciente que atacó a agentes de policía libios el 6 de junio de 2021.

## Peleadores extranjeros
En Libia, IS dependía en gran medida de voluntarios extranjeros para sus fuerzas de combate. Los reclutas del Estado Islámico procedían de Oriente Medio y África. Los jefes de inteligencia libios afirmaron a principios de febrero de 2016 que el Estado Islámico está reclutando combatientes de las naciones más pobres de África, incluido Chad, Malí y Sudán. IS ofrece salarios generosos en comparación con los salarios promedio en la región. Muchos de los combatientes llegan a Libia utilizando rutas de contrabando de personas existentes utilizadas por migrantes africanos que se dirigen a Europa. Después de la batalla de Sirte, durante la cual murieron la mayoría de las fuerzas extranjeras de ISIS en Libia, la rama libia reclutó cada vez más africanos subsaharianos en sus filas.